# Второй выпуск стандартных марок СССР

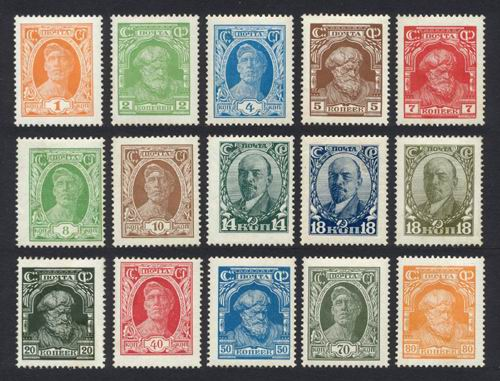
Марки второго стандартного выпуска СССР

Почто́вые ма́рки вто́рой станда́ртной се́рии СССР (1927—1928)  (ЦФА [АО «Марка»] № 281—295) начали поступать в обращение с октября 1927 года. Их выпуск был обусловлен наметившейся к 1927 году тенденцией необходимости замены марок первого стандартного выпуска новыми. Среди художников был объявлен конкурс. Они представили разнообразные проекты будущих знаков почтовой оплаты. Лучшими жюри признало проекты марок художника А. Г. Якимченко. Он же занимался оформлением всей серии.
Второй стандартный выпуск, представленный почтовыми марками 15 номиналов, поступил в обращение с октября 1927 по октябрь 1928 года. Композиция миниатюр — рабочий и крестьянин одноимённых скульптур И. Д. Шадра — повторяла рисунок марок первого выпуска, но в ином оформлении. На марках в 14 и 18 копеек художник А. Эберлинг изобразил В. И. Ленина (по фотографии П. Оцупа). Марка номиналом в 18 копеек была выпущена в двух вариантах разного цвета. Первоначальный вариант  (ЦФА [АО «Марка»] № 289) оливкового цвета был признан неудачным, поэтому эту же марку переиздали в синей расцветке —  (ЦФА [АО «Марка»] № 290). В отличие от марок первого стандартного выпуска, во втором формат марок был увеличен. Известны разновидности почтовых марок номиналом в 1, 2, 10 копеек без зубцов. Кроме того, в рамках этой серии готовились к эмиссии марки с изображением красноармейца шести номиналов (0,03; 0,06; 0,09; 0,30; 0,60 и 0,90 руб.), однако в почтовое обращение они так и не были выпущены.
Марки второго стандартного выпуска использовались в обращении наравне со знаками почтовой оплаты первого стандарта СССР.
Порядок следования элементов в таблице соответствует номеру по каталогу марок СССР (ЦФА), в скобках приведены номера по каталогу «Михель».
| № по каталогу                      | Изображение | Описание и источники | Номинал, руб. | Дата выпуска      | Тираж    | Художник                                                |
| ---------------------------------- | ----------- | -------------------- | ------------- | ----------------- | -------- | ------------------------------------------------------- |
| (ЦФА [АО «Марка»] № 281) (Mi #339) |             | Рабочий              | 0,01          | октябрь 1927 года | массовый | Л. Якимченко                                            |
| (ЦФА [АО «Марка»] № 282) (Mi #340) |             | Крестьянин           | 0,02          | октябрь 1927 года | массовый | Л. Якимченко                                            |
| (ЦФА [АО «Марка»] № 283) (Mi #341) |             | Рабочий              | 0,04          | октябрь 1927 года | массовый | Л. Якимченко                                            |
| (ЦФА [АО «Марка»] № 284) (Mi #342) |             | Крестьянин           | 0,05          | октябрь 1927 года | массовый | Л. Якимченко                                            |
| (ЦФА [АО «Марка»] № 285) (Mi #343) |             | Крестьянин           | 0,07          | июль 1928 года    | массовый | Л. Якимченко                                            |
| (ЦФА [АО «Марка»] № 286) (Mi #344) |             | Рабочий              | 0,08          | декабрь 1927 года | массовый | Л. Якимченко                                            |
| (ЦФА [АО «Марка»] № 287) (Mi #345) |             | Рабочий              | 0,10          | ноябрь 1927 года  | массовый | Л. Якимченко                                            |
| (ЦФА [АО «Марка»] № 288) (Mi #346) |             | Портрет В. И. Ленина | 0,14          | октябрь 1928 года | массовый | Л. Якимченко, фото Петра Оцупа, гравёр Альфред Эберлинг |
| (ЦФА [АО «Марка»] № 289) (Mi #347) |             | Портрет В. И. Ленина | 0,18          | декабрь 1927 года | массовый | Л. Якимченко, фото Петра Оцупа, гравёр Альфред Эберлинг |
| (ЦФА [АО «Марка»] № 290) (Mi #348) |             | Портрет В. И. Ленина | 0,18 руб.     | май 1928 года     | массовый | Л. Якимченко, фото Петра Оцупа, гравёр Альфред Эберлинг |
| (ЦФА [АО «Марка»] № 291) (Mi #349) |             | Крестьянин           | 0,20          | ноябрь 1927 года  | массовый | Л. Якимченко                                            |
| (ЦФА [АО «Марка»] № 292) (Mi #350) |             | Рабочий              | 0,40          | февраль 1928 года | массовый | Л. Якимченко                                            |
| (ЦФА [АО «Марка»] № 293) (Mi #351) |             | Крестьянин           | 0,50          | февраль 1928 года | массовый | Л. Якимченко                                            |
| (ЦФА [АО «Марка»] № 294) (Mi #352) |             | Рабочий              | 0,70          | февраль 1928 года | массовый | Л. Якимченко                                            |
| (ЦФА [АО «Марка»] № 295) (Mi #353) |             | Крестьянин           | 0,80          | февраль 1928 года | массовый | Л. Якимченко                                            |

## Фальсификации
Для ранних выпусков почтовых марок СССР зубцовка чётко не регламентировалась, и марки в пределах одного выпуска перфорировались по разной технологии. Тиражи почтовых марок с разными разновидностями зубцовки очень часто значительно отличались, что обусловило бо́льшую редкость одного из видов зубцовки и в результате более высокую рыночную стоимость подобной разновидности. Этим обстоятельством умело пользовались фальсификаторы, которые добивали редкую разновидность зубцовки на обычной марке. В ряде случаев такие марки легко отличить от подлинных, ибо у них меньшее расстояние между противоположными (параллельными) рядами зубцов (достаточно наложить такую марку на подлинную с обычной зубцовкой и её размеры окажутся меньше оригинальной). Также на подделках могут оставаться следы прежней зубцовки. В случае, когда однотипные марки официально выпускались с разновидностями по зубцовке и в беззубцовом варианте фальсификат можно отличить по структуре и форме отверстий проколов при большом увеличении. Тем не менее в большинстве случаев требуется квалифицированная экспертиза. Кроме того, встречаются фальсификации иного рода, когда из перфорированного выпуска изготавливается редкая (дорогая) разновидность беззубцовой марки. При этом, наряду с изготовлением подделок из официальных зубцовых марок того же дизайна, фальсификаторы используют иные способы изготовления беззубцовок: из марок со сдвинутой перфорацией; из марок с пропущенной с какой-либо стороны перфорацией; а также вырезанные из беззубцовых блоков блоков. Сюда же относят и некоторые марки неофициально появившиеся в беззубцовом виде. Распознать такого рода фальсификацию относительно не сложно, ибо официально выпущенные беззубцовыми марки обладают широкими полями, данные о неофициально выпущенных отсутствуют в каталогах, а марки в составе блока отличаются от марок основного выпуска по цвету. Некоторые марки второго стандартного выпуска  (ЦФА [АО «Марка»] № 281)  (Mi #339) номиналом в 1 коп. и  (ЦФА [АО «Марка»] № 287)  (Mi #345) номиналом в 10 коп. поступили в обращение не только с рамочной зубцовкой 13½ (на каждые 2 сантиметра края марки приходится 13½ зубцов), но и без зубцов. При этом среди беззубцовых марок  (ЦФА [АО «Марка»] № 281) и  (ЦФА [АО «Марка»] № 287), имеющих хождение на филателистическом рынке, встречаются фальсификаты, изготовленные из перфорированных марок того же выпуска.

## Комментарии
1. ↑  Ниже приведён перечень стандартных марок (с возможностью сортировки по номиналу, тиражу и дате введения в обращение).
2. ↑  Жёлто-оранжевая. Печать типографская на мелованной бумаге без водяного знака, перфорирована: рамочная зубцовка 13½ (на каждые 2 сантиметра края марки приходится 13½ зубцов), 100 (10×10) экземпляров на марочных листах[5][6][8]. Встречается разновидность марки  (ЦФА [АО «Марка»] № 281) без зубцов[2].
3. ↑  Зелёная. Печать типографская на мелованной бумаге без водяного знака, перфорирована: рамочная зубцовка 13½ (на каждые 2 сантиметра края марки приходится 13½ зубцов), 100 (10×10) экземпляров на марочных листах[5][6][8]. Встречается разновидность марки  (ЦФА [АО «Марка»] № 282) без зубцов[2].
4. ↑  Синяя. Печать типографская на мелованной бумаге без водяного знака, перфорирована: рамочная зубцовка 13½ (на каждые 2 сантиметра края марки приходится 13½ зубцов), 100 (10×10) экземпляров на марочных листах[5][6][8].
5. ↑  Коричневая. Печать типографская на мелованной бумаге без водяного знака, перфорирована: рамочная зубцовка 13½ (на каждые 2 сантиметра края марки приходится 13½ зубцов), 100 (10×10) экземпляров на марочных листах[5][6][8].
6. ↑  Красная. Печать типографская на мелованной бумаге без водяного знака, перфорирована: рамочная зубцовка 13½ (на каждые 2 сантиметра края марки приходится 13½ зубцов), 100 (10×10) экземпляров на марочных листах[5][6][8].
7. ↑  Зелёная. Печать типографская на мелованной бумаге без водяного знака, перфорирована: рамочная зубцовка 13½ (на каждые 2 сантиметра края марки приходится 13½ зубцов), 100 (10×10) экземпляров на марочных листах[5][6][8].
8. ↑  Коричневая. Печать типографская на мелованной бумаге без водяного знака, перфорирована: рамочная зубцовка 13½ (на каждые 2 сантиметра края марки приходится 13½ зубцов), 100 (10×10) экземпляров на марочных листах[5][6][8]. Встречается разновидность марки  (ЦФА [АО «Марка»] № 287) без зубцов[2].
9. ↑  Портрет В. И. Ленина, тёмно-зелёная. Печать типографская на мелованной бумаге без водяного знака, перфорирована: рамочная зубцовка 13½ (на каждые 2 сантиметра края марки приходится 13½ зубцов), 100 (10×10) экземпляров на марочных листах[5][6][8].
10. ↑  Портрет В. И. Ленина, оливковая. Печать типографская на мелованной бумаге без водяного знака, перфорирована: рамочная зубцовка 13½ (на каждые 2 сантиметра края марки приходится 13½ зубцов), 100 (10×10) экземпляров на марочных листах[5][6][8].
11. ↑  Портрет В. И. Ленина, тёмно-синяя. Печать типографская на мелованной бумаге без водяного знака, перфорирована: рамочная зубцовка 13½ (на каждые 2 сантиметра края марки приходится 13½ зубцов), 100 (10×10) экземпляров на марочных листах[5][6][8].
12. ↑  Оливково-зелёная. Печать типографская на мелованной бумаге без водяного знака, перфорирована: рамочная зубцовка 13½ (на каждые 2 сантиметра края марки приходится 13½ зубцов), 100 (10×10) экземпляров на марочных листах[5][6][8].
13. ↑  Карминовая. Печать типографская на мелованной бумаге без водяного знака, перфорирована: рамочная зубцовка 13½ (на каждые 2 сантиметра края марки приходится 13½ зубцов), 100 (10×10) экземпляров на марочных листах[5][6][8].
14. ↑  Голубая. Печать типографская на мелованной бумаге без водяного знака, перфорирована: рамочная зубцовка 13½ (на каждые 2 сантиметра края марки приходится 13½ зубцов), 100 (10×10) экземпляров на марочных листах[5][6][8].
15. ↑  Оливково-зелёная. Печать типографская на мелованной бумаге без водяного знака, перфорирована: рамочная зубцовка 13½ (на каждые 2 сантиметра края марки приходится 13½ зубцов), 100 (10×10) экземпляров на марочных листах[5][6][8].
16. ↑  Оранжевая. Печать типографская на мелованной бумаге без водяного знака, перфорирована: рамочная зубцовка 13½ (на каждые 2 сантиметра края марки приходится 13½ зубцов), 100 (10×10) экземпляров на марочных листах[5][6][8].